# Lorettokapelle (Kronwinkel)
Die Lorettokapelle befindet sich in Kronwinkel, einem Teilort der Gemeinde Tannheim (Württemberg) im Landkreis Biberach in Oberschwaben.

## Geschichte und Lage

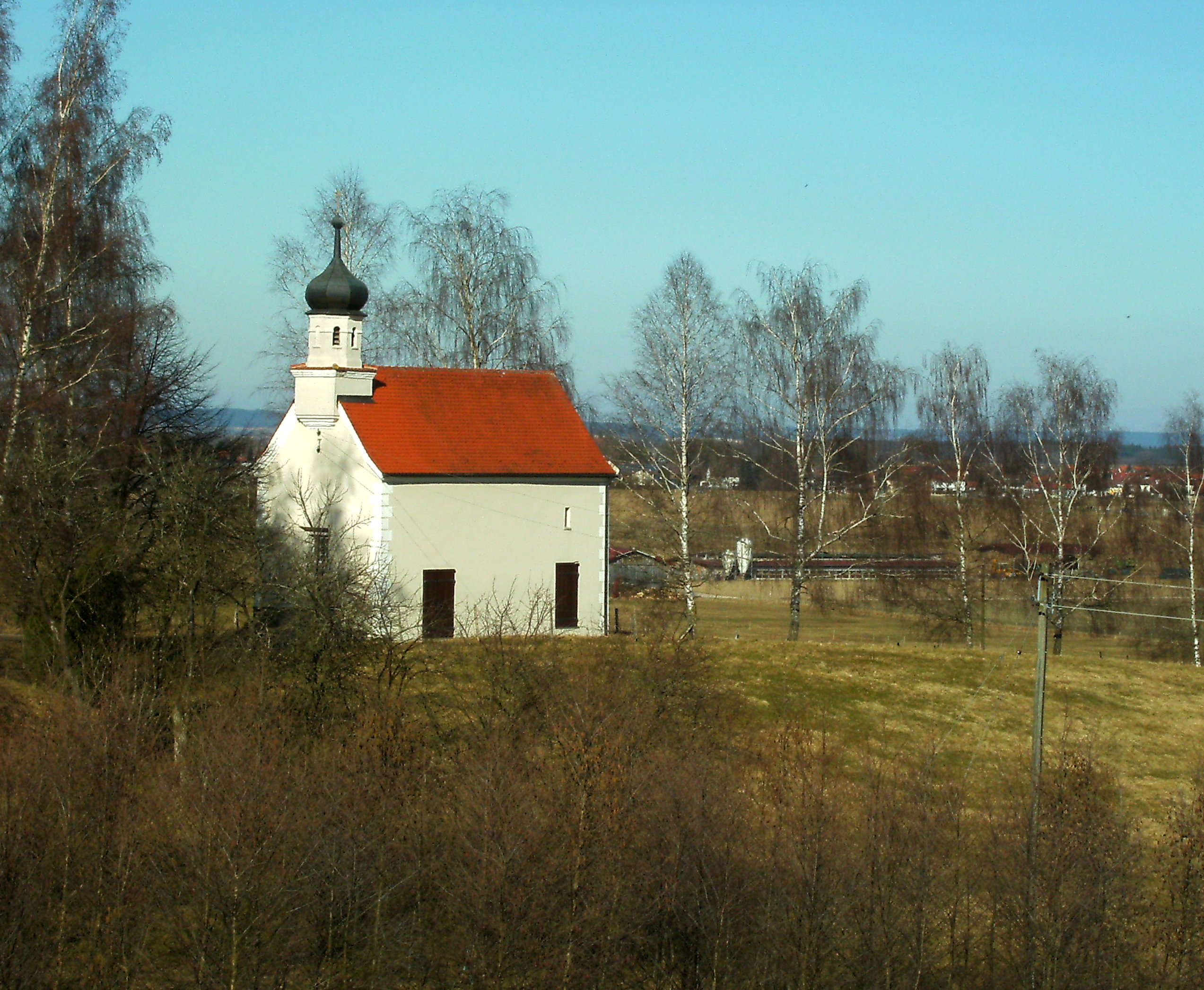
Lorettokapelle aus dem Jahre 1684

Kronwinkel liegt ungefähr drei Kilometer südlich des Ortszentrums von Tannheim an der Landstraße 260 nach Mooshausen. Auf der Gemarkung befinden sich auf einer Anhöhe die abgegangene Burg Kronwinkel und die Lorettokapelle. Die ursprünglich dem Heiligen Vitus geweihte Pfarrkirche gehörte zunächst dem Kloster Rot an der Rot, das die Rechte Ende des 14. Jahrhunderts an die Herren von Königsegg veräußerte. Im Jahre 1405 erwarb das Kloster Ochsenhausen die Rechte, bevor 1424 Kronwinkel endgültig eine Filiale von Tannheim wurde.
Der Grundstein für den Bau wurde am 28. Juli 1684 während der Amtszeit von Reichsabt Plazidus Kobolt gelegt. Der tonnengewölbte biberschwanzgedeckte Bau besitzt einen Dachreiter. Der Innenraum hat eine gemalte Mauerstruktur aus Ziegelwerk. Wie in vielen Kapellen dieser Art gibt es nur ein Fenster an der Westseite. Bis zum Verbot durch das Bistum Konstanz im Jahre 1809 wurde in der Kapelle unter Zuhilfenahme einer Vitusreliquie der Brauch des Veitelns gepflegt. Die Reliquie wurde dabei dem Geisteskranken aufgelegt, während die Gemeinde die Fürbitte des Heiligen Vitus anrief.

### Ausstattung
Im Mittelpunkt der Kapelle steht eine sogenannte Lauretana, eine spezielle Abbildung von Maria. Jesus steht dabei auf dem Schoß seiner Mutter. Links und rechts von Maria befinden sich zwei barocke Engelsköpfe. Davor sind an dem Altar zwei Tafeln mit Reliquien der Seligen Beth von Reute angebracht.

### Glocke
Die Glocke aus dem Jahre 1773 stammt aus der Werkstatt von Johann Georg Ernst aus Memmingen. Auf ihr sind zwei Engel abgebildet, die die Kirche von Loreto tragen.